# Melanaphis arundinariae
Melanaphis arundinariae är en insektsart. Melanaphis arundinariae ingår i släktet Melanaphis och familjen långrörsbladlöss. Inga underarter finns listade i Catalogue of Life.